# 이지명
이지명(1997년 ~)은 대한민국의 뮤지컬 배우다. 2006년 뮤지컬 '라이온 킹'으로 데뷔했다.

## 방송
- 팬텀싱어 4 (2023) - Top74

## 공연
- 라이온 킹 (2006)
- 명성황후 (2007)
- 빌리 엘리어트 (2010)
- 더 뮤지컬 콘서트 (2015)
- MUSICAL AUDITION CONCERT 내가 광이 날 상인가 (2021)
- 창업 (2021)
- 발코니 오페라 (2021)
- 멸화군 (2023)

## 수상
- 제5회 더 뮤지컬 어워즈 시상식 남우신인상 (2011)
- 제16회 한국뮤지컬대상 남우신인상 (2010)